# 2017년 9월 죽음
다음은 2017년 9월에 사망한 저명한 인물 목록이다.
- 9월 1일 - 영국의 추기경 코맥 머피오코너
- 9월 5일 - 대한민국의 소설가 마광수
- 9월 7일 - 대한민국의 영화감독 김기덕
- 9월 11일 - 말레이시아의 국왕 압둘 할림
- 9월 15일 - 미국의 배우 해리 딘 스탠턴
- 9월 19일 - 대한민국의 가수 윤희상
- 9월 22일 - 대한민국의 언론인 신우식
- 9월 26일 - 대한민국의 공무원 도태호
- 9월 27일 - 미국의 사업가 휴 헤프너
- 9월 28일 - 대한민국의 시인 정진규